# Ben Hadad III
Ben Hadad III (hebreu) o Bar-Hadad III (arameu) fou rei d'Aram o del regne arameu de Damasc. Era fill d'Hazael al qual va succeir a la mort del seu pare vers el 805 aC.
La seva successió és esmentada a II Reis 13:3, 24. Hauria governat vers 805/796 aC a 792 aC, però hi ha moltes opinions entre els arqueòlegs bíblics sobre la durada del seu regnat. L'estela de Zakkur l'esmenta com "Bar-Hadad, fill d'Hazael".